# Площадь Кондратюка (Новосибирск)
Площадь Кондратюка — площадь в Железнодорожном районе Новосибирска, расположенная в месте соединения проспекта Димитрова, улиц Фрунзе и Нарымской. Первоначально на месте площади было озеро, которое осушили в 1930-х годах.

## Название
Площадь названа в честь Юрия Васильевича Кондратюка, учёного и одного из основоположников космонавтики, который в 1927—1930 годы жил и работал в Новосибирске на улице Советской № 24.

## История
В 1907 году кондуктор железной дороги Зиновий Фёдоров на углу Вагановской и Кабинетской улиц рядом с озером Круглым построил деревянное сооружение и открыл общественные бани. Помывочное заведение стало пользоваться большим спросом, и уже в 1909 году Фёдоров построил для бань каменное здание.
В 1930-х годах озеро Круглое осушили.
В 1955 году в северо-западной части площади был построен дом 6-этажный жилой дом украшенный бельведером цилиндрической формы (проспект Димитрова, 17).
В 2001—2003 годах по проекту Артура Лотарёва и Бориса Турецкого было построено 11-этажное здание (проспект Димитрова, 19), примыкающее с юга к проспекту Димитрова 17.
В 2013 году в восточной части площади были снесены Фёдоровские бани.

### Строительство жилого комплекса Prime House

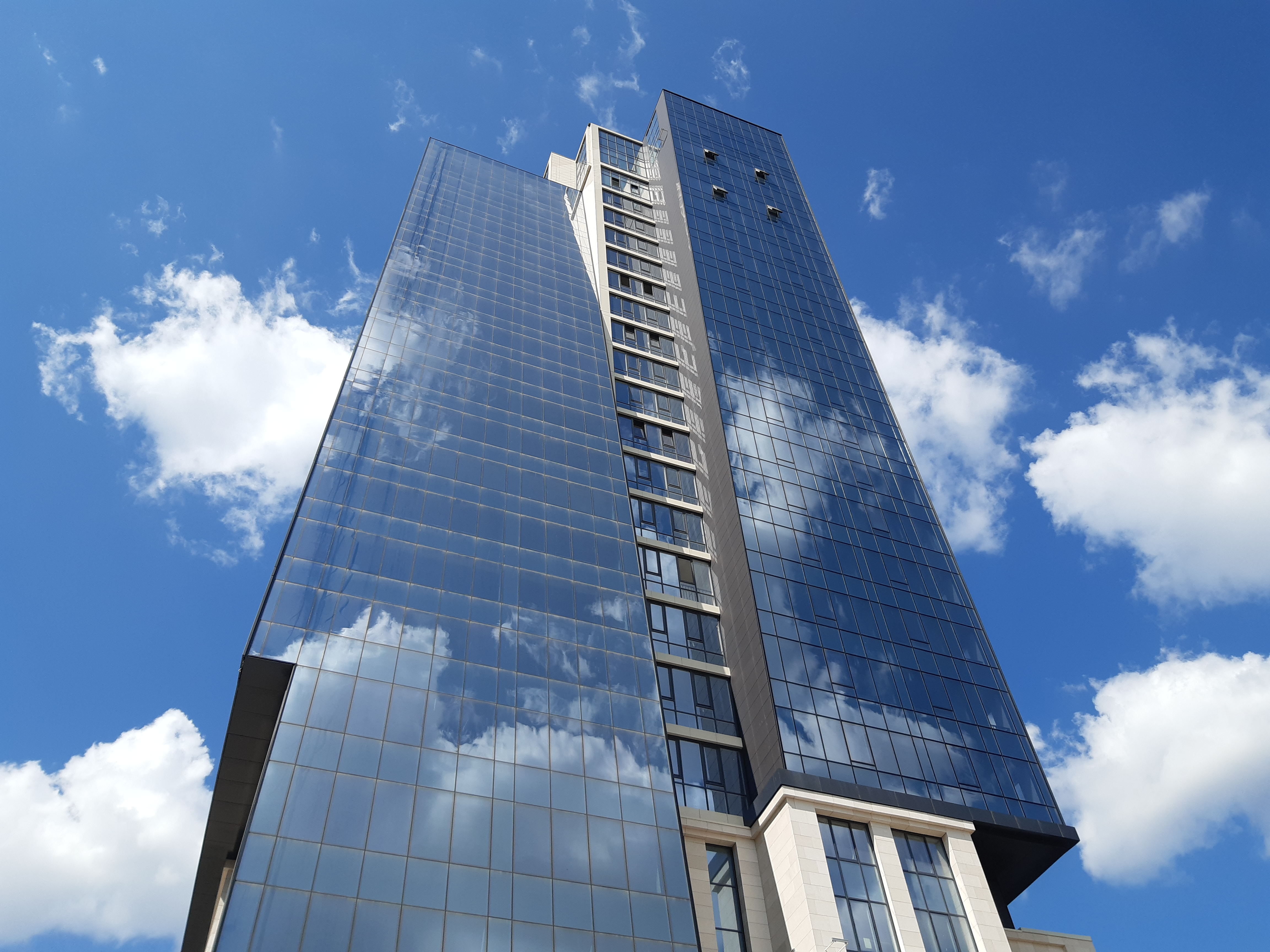
Жилой комплекс Prime House.

Ещё в 2007 году участок небольшого сквера напротив Фёдоровских бань был сдан в аренду московской компании «Энергострой» для возведения многоэтажного здания. Застройщик оградил территорию, вырубил деревья и вырыл котлован, однако строительство долгое время было в замороженном состоянии. В июне 2012 года губернатор Василий Юрченко назвал застройщика «несостоятельным» и потребовал освободить площадь, а на месте стройплощадки предложил создать сквер. Мэрия пыталась расторгнуть арендное соглашение и ликвидировать котлован. Тем не менее в сентябре 2012 года городские власти не смогли расторгнуть арендный договор, так как арбитражный суд отказал в иске. В августе 2015 года директор компании «Сибирь девелопмент» купил участок долгостроя для сооружения на месте котлована 24-этажного здания. В 2016 году началась стройка жилого комплекса, его строительство было завершено в декабре 2019 года.

## Здания

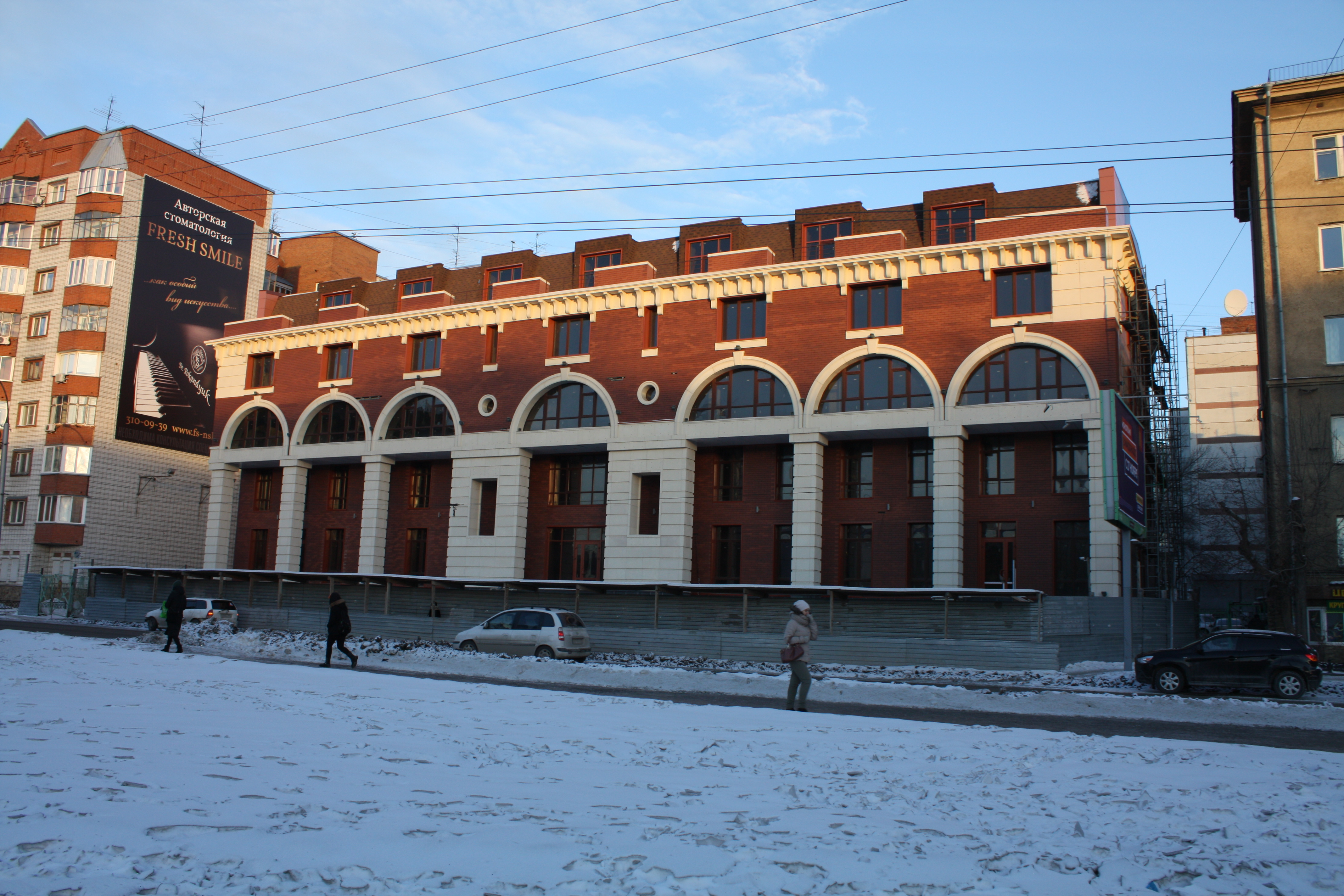

### Западная сторона
- проспект Димитрова № 15
- проспект Димитрова № 17
- проспект Димитрова № 19

### Северо-восточная сторона
- улица Советская № 71 (жилой комплекс Prime House, 23-этажное здание)

### Восточная сторона
- улица Советская № 36 (6-этажное здание на месте снесённых Фёдоровских бань)

### Южная сторона
- улица Советская № 65